# A Déli Vasút mozdonyainak és vontatójárműveinek listája
Ez a lista a Déli Vasút mozdonyairól és motorkocsijairól nyújt áttekintést.

## Gőzmozdonyok

### Számozási rendszer 1861–1864 között
Miután 1859-ben Megalapították a Déli Vasutat, teljes – kétnyelvű – nevén k. k. priv. Südbahn-Gesellschaft / cs. kir. szab. Déli Vaspályatársaság, rövidítve: SB/DV(SB), és átvette a mozdonyállományt a Südlichen Staatsbahn-tól, a Kaiser Franz Joseph-Orientbahn-tól és a Tiroler Staatsbahntól, szükséges volt számba venni és rendszerezni a meglévő mozdonyállományt. Ezért az SB 1861-ben bevezette az első számozási rendszerét, melyben az SB a ma használatos sorozat (Rweihe) helyett sorszámot (Serie) használt. Ebben a számozási rendszerben csak a kettő vagy több kapcsolt kerékpárú mozdonyok tartoztak bele. Az egy hajtott tengelyű mozdonyok valamint néhány két kapcsolt kerékpárú melyet már egy hajtott tengelyűvé építettek át és a semmeringi verseny mozdonyai csak új pályaszámokat kaptak sorozatjel nélkül, mivel feltételezték, hogy ezek a már elavult mozdonyok hamarosan selejtezve lesznek. A számkiosztás általában minden rendszer nélkül történt.
A trendszeren belül a két kapcsolt kerékpárú mozdonyok az 1-17, a három pedig a 18-28 sorozatokba lett besorolva. Ezen kívül volt még a két Engerth-mozdony melyek közül az egyik két-, a másik három kapcsolt kerékpárú volt. Ezeket, mint D tengelyelrendezésű mozdonyokat a 29 sorozatba osztották. Azonban mindkét mozdonyt már 18833-ban átadtak a velencei hálózatnak.
összességében az SB első számozási rendszere bár megkönnyítette a mozdonyok nyilvántartását, de kevés rugalmasságot biztosított az új mozdonyok besorolásához, ezért szükségessé vált 1864-ben egy új számozási rendszer bevezetése.
| A Déli Vasút mozdonyszámozási rendszere 1861 | A Déli Vasút mozdonyszámozási rendszere 1861 | A Déli Vasút mozdonyszámozási rendszere 1861 | A Déli Vasút mozdonyszámozási rendszere 1861 | A Déli Vasút mozdonyszámozási rendszere 1861 | A Déli Vasút mozdonyszámozási rendszere 1861 | A Déli Vasút mozdonyszámozási rendszere 1861 | A Déli Vasút mozdonyszámozási rendszere 1861 | A Déli Vasút mozdonyszámozási rendszere 1861 | A Déli Vasút mozdonyszámozási rendszere 1861 | A Déli Vasút mozdonyszámozási rendszere 1861 |
| -------------------------------------------- | -------------------------------------------- | -------------------------------------------- | -------------------------------------------- | -------------------------------------------- | -------------------------------------------- | -------------------------------------------- | -------------------------------------------- | -------------------------------------------- | -------------------------------------------- | --- |
| SB-Sorozat                                   | SB-Nr.                                       | Tulajdonos                                   | Kategoria SStB                               | Első neve                                    | Darabszám                                    | Gyártó                                       | Jelleg                                       | Gyártási év                                  | SB-Sorozat (1864)                            | Megjegyzés |
| 1                                            | 201–209                                      | SStB                                         | III, IV                                      | CITTANOVA                                    | 9                                            | Bécsújhely                                   | B3 n2et                                      | 1856                                         | –                                            | – |
| 2                                            | 210–217                                      | SStB                                         | IV                                           | FRANZDORF                                    | 8                                            | Esslingen                                    | B3 n2et                                      | 1857–1858                                    | 9                                            | – |
| 3                                            | 218–224                                      | SStB                                         | III                                          | NEUHAUS                                      | 7                                            | Bécsújhely                                   | B3 n2et                                      | 1855–1856                                    | –                                            | – |
| 4                                            | 225–243                                      | SStB                                         | III                                          | WOCHEIN                                      | 19                                           | WRB                                          | 2B n2                                        | 1853–1854                                    | 10                                           | – |
| 5                                            | 244–246, 250–251                             | WRB                                          | III                                          | WIESELBURG                                   | 5                                            | WRB                                          | 2B n2                                        | 1846                                         | 11                                           | 250–251 1864-ben 247–248-re átszámozva |
| 6                                            | 247–249                                      | SStB                                         | III                                          | MEIDLING                                     | 3                                            | WRB                                          | 2B n2                                        | 1856                                         | 12                                           | |
| 7                                            | 252–269                                      | TiStB                                        | III                                          | AMRAS                                        | 18                                           | Bécsújhely                                   | 1B1 n2                                       | 1858                                         | 13, 13a, 13b                                 | 268–269 1861 in 1B1 n2t 13b umgebaut |
| 8                                            | 270–275                                      | SStB                                         | III                                          | RAUHENSTEIN                                  | 6                                            | WRB                                          | 2B n2                                        | 1857                                         | 14                                           | |
| 9                                            | 276–281                                      | WRB                                          | III                                          | STIXENSTEIN                                  | 6                                            | WRB                                          | 1B n2                                        | 1848–1852                                    | 15                                           | |
| 10                                           | 282–286                                      | WRB                                          | III                                          | ESTERHÁZ                                     | 5                                            | WRB                                          | 1B n2                                        | 1847, 1851                                   | 16                                           | |
| 11                                           | 287–290                                      | SStB                                         | III                                          | SCHÖNBRUNN                                   | 4                                            | WRB                                          | 1B n2                                        | 1854                                         | 8                                            | |
| 12                                           | 291                                          | SStB                                         | IV                                           | GUTENBERG                                    | 1                                            | Sigl/Wien                                    | 1B n2                                        | 1857                                         | 17                                           | |
| 13                                           | 500–504 505–521 528–539                      | KFJOB SB KFJOB                               |                                              | FÜRED PRAGERHOF                              | 5 17 12                                      | Bécsújhely StEG Esslingen                    | 1B n2                                        | 1859                                         | 18                                           | |
| 14                                           | 540–557                                      | SB                                           |                                              |                                              | 18                                           | Esslingen                                    | 2B n2                                        | 1860–1861                                    | 19                                           | |
| 15                                           | 837–853                                      | SStB                                         | III                                          | PLANINA                                      | 17                                           | WRB                                          | 2B n2                                        | 1848                                         | –                                            | |
| 15a                                          | 809–830                                      | SStB                                         | III                                          | CILLI                                        | 22                                           | WRB                                          | 2B n2                                        | 1846–1850                                    | –                                            | |
| 16                                           | 874–885                                      | SStB                                         | III                                          | OZEAN                                        | 12                                           | Norris/Philadelphia                          | 2B n2                                        | 1846                                         | –                                            | |
| 17                                           | 886–895                                      | SStB                                         | III                                          | GLEICHENBERG                                 | 10                                           | Norris/Philadelphia                          | 2B n2                                        | 1846                                         | –                                            | |
| 18                                           | 593–600                                      | TiStB                                        |                                              | ACHENSEE                                     | 8                                            | Maffei                                       | C2 n2et                                      | 1856                                         | 25                                           | |
| 19                                           | 601–626                                      | SStB                                         | V                                            | GRÜNSCHACHER                                 | 26                                           | Cockerill/Seraing Esslingen                  | C2 n2et                                      | 1853–1854                                    | 33                                           | 1861 bis 1864 Umbau in D n2 |
| 20                                           | 627–632                                      | SStB                                         | V                                            | SCHNEEBERG                                   | 6                                            | Cockerill/Seraing                            | C2 n2et                                      | 1857                                         | 26                                           | |
| 21                                           | 633–658                                      | SStB                                         | V                                            | CHIAPOVANO                                   | 26                                           | Bécsújhely                                   | C2 n2et                                      | 1856–1857                                    | 27                                           | |
| 22                                           | 659–666                                      | SStB                                         | V                                            | NABRESINA                                    | 8                                            | Esslingen                                    | C2 n2et                                      | 1857                                         | 28                                           | 1869 – 1886 között hat mozdonyt C n2 jellegűre átépítettek a sorozatból                                                                               |
| 23                                           | 667–699, 712–798                             | SB                                           |                                              |                                              | 120                                          | StEG, Bécsújhely, Esslingen                  | C n2                                         | 1860–1862                                    | 29                                           | SB 671 (Gyári szám: 504/1860) 1864-től 29 sorozat Nr. 671, ma a GKB-nél található mint a világ legöregebb üzemképes szerkocsis mozdonya               |
| 24                                           | 700–707                                      | SB                                           |                                              | KULPA                                        | 8                                            | Esslingen                                    | C n2                                         | 1859                                         | 30                                           | |
| 25                                           | 708–711                                      | KFJOB                                        |                                              |                                              | 4                                            | Bécsújhely                                   | C n2                                         | 1859                                         | 31                                           | |
| 26                                           | 792–796                                      | KFJOB                                        |                                              | VESZPREM                                     | 5                                            | Bécsújhely                                   | C n2                                         | 1859                                         | 32, 23 II                                    | 1862-ben 829–833 pályaszámra átszámozva, 1867-ben a II. sorozat 130 II–134 II pályaszámaira átszámozva.                                               |
| 27                                           | 797–800                                      | WRB                                          | IV                                           | FAHRAFELD                                    | 4                                            | WRB                                          | C n2                                         | 1846–1847                                    | 23                                           | 1862 a velencei hálózaton, 1864 vissza az SB-hez mint 23 sorozat                                                                                      |
| 28                                           | 900–902 II                                   | SStB                                         | IV                                           | GRÜNBACH                                     | 3                                            | WRB                                          | C n2et                                       | 1855                                         | 24                                           | |
| 29                                           | 902 I–903                                    | SB                                           |                                              | L'APENNIN                                    | 2                                            | Köchlin                                      | D3 n2st                                      | 1861                                         | –                                            | System Beugniot; 1863 an das venetianische Netz (501–502), von wo sie über die SFAI (1001 I–1002 I) zur RM als 4001–4002 kamen; vor 1905 ausgemustert |

### A sorozatszám nélküli mozdonyok 1861–1864
| Sorozatszám nélküli mozdonyok a Déli Vasútnál 1861–1864 között | Sorozatszám nélküli mozdonyok a Déli Vasútnál 1861–1864 között | Sorozatszám nélküli mozdonyok a Déli Vasútnál 1861–1864 között | Sorozatszám nélküli mozdonyok a Déli Vasútnál 1861–1864 között | Sorozatszám nélküli mozdonyok a Déli Vasútnál 1861–1864 között | Sorozatszám nélküli mozdonyok a Déli Vasútnál 1861–1864 között | Sorozatszám nélküli mozdonyok a Déli Vasútnál 1861–1864 között | Sorozatszám nélküli mozdonyok a Déli Vasútnál 1861–1864 között | Sorozatszám nélküli mozdonyok a Déli Vasútnál 1861–1864 között | Sorozatszám nélküli mozdonyok a Déli Vasútnál 1861–1864 között |
| -------------------------------------------------------------- | -------------------------------------------------------------- | -------------------------------------------------------------- | -------------------------------------------------------------- | -------------------------------------------------------------- | -------------------------------------------------------------- | -------------------------------------------------------------- | -------------------------------------------------------------- | -------------------------------------------------------------- | -------------------------------------------------------------- |
| SB-Nr.                                                         | Tulajdonos                                                     | Kategoria SStB                                                 | Első neve                                                      | Darabszám                                                      | Gyártó                                                         | Jelleg                                                         | Gyártási év                                                    | Megjegyzés                                                     |                                                                |
| SB 801–804                                                     | WRB                                                            | I                                                              | PRESSBURG                                                      | 4                                                              | Sharp                                                          | 1A1 n2                                                         | 1840                                                           | –                                                              |                                                                |
| SB 805                                                         | WRB                                                            | I                                                              | THALHOF                                                        | 1                                                              | WRB                                                            | 1A1 n2                                                         | 1843                                                           | –                                                              |                                                                |
| SB 806                                                         | WRB                                                            | I                                                              | BRANDHOF                                                       | 1                                                              | WRB                                                            | 2A n2                                                          | 1842                                                           | –                                                              |                                                                |
| SB 807–808                                                     | WRB                                                            | III                                                            | ADLITZGRABEN                                                   | 2                                                              | WRB                                                            | 2B n2                                                          | 1844                                                           | –                                                              |                                                                |
| SB 831–832                                                     | SStB                                                           | II                                                             | WEIXELBURG                                                     | 2                                                              | WRB                                                            | 2B n2                                                          | 1845                                                           | 1854 aus 2A umgebaut                                           |                                                                |
| SB 833–834                                                     | SStB                                                           | II                                                             | STRASSENGEL                                                    | 2                                                              | WRB                                                            | 2A n2                                                          | 1845                                                           | –                                                              |                                                                |
| SB 835                                                         | SStB                                                           | II                                                             | LAIBACH                                                        | 1                                                              | WRB                                                            | 2A n2                                                          | 1846                                                           | –                                                              |                                                                |
| SB 836 SB 854–857                                              | SStB                                                           | II                                                             | VORDERNBERG                                                    | 5                                                              | WRB                                                            | 2A n2                                                          | 1844                                                           | –                                                              |                                                                |
| SB 858                                                         | SStB                                                           | II                                                             | LEOBEN                                                         | 1                                                              | WRB                                                            | 2B n2                                                          | 1845                                                           | 1854 aus 2A umgebaut                                           |                                                                |
| SB 859–860                                                     | SStB                                                           | II                                                             | KINDBERG                                                       | 2                                                              | WRB                                                            | 2A n2                                                          | 1845                                                           | –                                                              |                                                                |
| SB 861                                                         | SStB                                                           | II                                                             | MARBURG                                                        | 1                                                              | WRB                                                            | 2B n2                                                          | 1845                                                           | 1854 aus 2A umgebaut                                           |                                                                |
| SB 862–864                                                     | SStB                                                           | II                                                             | MARIAZELL                                                      | 3                                                              | WRB                                                            | 2A n2                                                          | 1845                                                           | –                                                              |                                                                |
| SB 865–873                                                     | SStB                                                           | III                                                            | ADMONT                                                         | 9                                                              | WRB                                                            | 2B n2                                                          | 1845–1846                                                      | –                                                              |                                                                |
| SB 896                                                         | SStB                                                           |                                                                | NEUSTADT                                                       | 1                                                              | Bécsdújhely                                                    | BB n4t                                                         | 1851                                                           | Semmeringbahnwettbewerbsmaschine                               |                                                                |
| SB 897                                                         | SStB                                                           |                                                                | BAVARIA                                                        | 1                                                              | Maffei                                                         | BB Cn2                                                         | 1851                                                           | Semmeringbahnwettbewerbsmaschine                               |                                                                |
| SB 898                                                         | SStB                                                           |                                                                | SERAING                                                        | 1                                                              | Cockerill                                                      | BB n4t                                                         | 1851                                                           | Semmeringbahnwettbewerbsmaschine                               |                                                                |
| SB 899                                                         | SStB                                                           |                                                                | VINDOBONA                                                      | 1                                                              | WRB                                                            | C2 n2et                                                        | 1851                                                           | Semmeringbahnwettbewerbsmaschine                               |                                                                |

### Számozási rendszer 1864-től
Amikor a lombardiai-velencei vasúthálózat mozdonyai a Déli Vasúthoz kerültek, az 1861-ben bevezetett számozási rendszer rugalmatlansága nem tette lehetővé a mozdonyok besorolását, így került sor 1864-ben az SB második számozási rendszerének bevezetésére.
Ez alkalommal az egy hajtott tengelyű mozdonyok is besorolásra kerültek. Ők kapták az 1-3 sorozatszámokat. A két kapcsolt kerékpárúak a 4-19, a három a 20-32, a négy pedig a 32-35 sorozatokba kerültek.Továbbra is megmaradt az Engelrth mozdonyok elkülönített számozása.
A politikai események (Olasz királyság megalakulása és így a lombardiai-velencei hálózat elvesztése) következtében több sorozat megüresedett, így ezeket ismét fel lehetett tölteni. Mindemellett az új rendszer is igen rugalmatlan volt ha új sorozatot kellett beiktatni, ezért az SB betűkkel (pl. 32d sorozat) és esetenként számokkal is (pl: 32d1 sorozat)kiegészített sorozatjellel sorolt be új mozdonyokat.
1898-ban az SB átvette a kkStB számozási rendszerét anélkül, hogy saját korábbi számozási rendszerét megváltoztatta volna.
| A Déli Vasút számozási rendszere 1864-től | A Déli Vasút számozási rendszere 1864-től | A Déli Vasút számozási rendszere 1864-től | A Déli Vasút számozási rendszere 1864-től | A Déli Vasút számozási rendszere 1864-től | A Déli Vasút számozási rendszere 1864-től                                                   | A Déli Vasút számozási rendszere 1864-től | A Déli Vasút számozási rendszere 1864-től | A Déli Vasút számozási rendszere 1864-től                                                                                         |
| ----------------------------------------- | ----------------------------------------- | ----------------------------------------- | ----------------------------------------- | ----------------------------------------- | ------------------------------------------------------------------------------------------- | ----------------------------------------- | ----------------------------------------- | --- |
| SB-Sorozat                                | SB-Nr.                                    | Eredeti tulajdonos                        | Első neve Szám                            | Darabszám                                 | Gyártó                                                                                      | Jelleg                                    | Gyártási év                               | Megjegyzés |
| 1                                         | 1–15                                      | LVCI                                      | 1–50                                      | 15                                        | Stephenson                                                                                  | 1A1 n2                                    | 1857                                      | 1867-től SFAI |
| 1 II                                      | 2–3                                       | SB                                        |                                           | 2                                         | StEG                                                                                        | 1A n2t                                    | 1889                                      | – |
| 2                                         | 16–25                                     | LVCI                                      | 155–164                                   | 10                                        | Beyer-Peacock                                                                               | 1A1 n2                                    | 1857                                      | 1867 an SFAI, SFAI 81–90, RM 501–510, FS 1021–1024                                                                                |
| 3                                         | 26–37                                     | LVStB                                     | TEODOLINA                                 | 12                                        | Maffei                                                                                      | 1A1 n2                                    | 1852–1853                                 | 1867-től SFAI, SFAI 6–17 |
| 3a                                        | 11–14                                     | SB                                        |                                           | 4                                         | Floridsdorf                                                                                 | B n2t                                     | 1883–1884                                 | – |
| 3b                                        | 15–17                                     | SB                                        |                                           | 3                                         | StEG                                                                                        | B n2t                                     | 1885                                      | – |
| 3b1                                       | 18–20                                     | SB                                        |                                           | 3                                         | StEG                                                                                        | B n2t                                     | 1890–1892                                 | – |
| 3c                                        | 31–32                                     | SB                                        |                                           | 2                                         | StEG                                                                                        | B n2t                                     | 1888                                      | – |
| 4                                         | 51–60                                     | LVCI                                      | 51–60                                     | 10                                        | Köchlin                                                                                     | 1B n2                                     | 1857–1858                                 | 1867 an SFAI, SFAI 431–440, RA 211–220, FS 1197                                                                                   |
| 4 II                                      | 51–64                                     | SB                                        |                                           | 14                                        | Floridsdorf                                                                                 | B1 n2t                                    | 1880–1881                                 | – |
| 5                                         | 61–70                                     | LVCI                                      | 79–90                                     | 10                                        | Köchlin                                                                                     | 1B n2                                     | 1857–1859                                 | átszámozva 161–170-re |
| 6                                         | 71–80                                     | LVCI                                      | 91–100                                    | 10                                        | Parent-Schaken                                                                              | 1B n2                                     | 1858                                      | 1867 an SFAI, SFAI 421–430, RA 201–210                                                                                            |
| 7                                         | 81–83                                     | LVF                                       | BACCHIGLIONE                              | 3                                         | Bécsújhely                                                                                  | 1B n2                                     | 1847                                      | 1867 an SFAI, SFAI 351–353 |
| 8                                         | 84–86                                     | LVStB                                     | TAGLIAMENTO                               | 3                                         | WRB                                                                                         | 1B n2                                     | 1854                                      | 1867 an SFAI, SFAI 206–208 |
| 8                                         | 287–290                                   | SStB                                      | SCHÖNBRUNN                                | 4                                         | WRB                                                                                         | 1B n2                                     | 1854                                      | – |
| 9                                         | 87–88                                     | LVStB                                     | BERGAMO                                   | 2                                         | Werkstätte Verona                                                                           | 1B n2                                     | 1854                                      | 1867 an SFAI, SFAI 208–209, RM 2774–2775, FS 1811                                                                                 |
| 9                                         | 210–217                                   | SStB SB alt 2                             | FRANZDORF 210–217                         | 8                                         | Esslingen                                                                                   | B3 n2et                                   | 1857–1858                                 | – |
| 10                                        | 225–243                                   | SStB SB alt 4                             | WOCHEIN 225–243                           | 18                                        | WRB                                                                                         | 2B n2                                     | 1853–1854                                 | – |
| 11                                        | 244–246, 250–251                          | SStB SB alt 5                             | WIESELBURG 244–246, 250–251               | 5                                         | WRB                                                                                         | 2B n2                                     | 1846                                      | 1864 250–251 in 247–248 umgezeichnet                                                                                              |
| 12                                        | 247–249                                   | SStB SB alt 6                             | MEIDLING 247–249                          | 3                                         | StEG                                                                                        | 2B n2                                     | 1856                                      | 1864 247–248 in 250–251 umgezeichnet                                                                                              |
| 13a                                       | 252–267                                   | TiStB SB alt 7                            | AMRAS 252–269                             | 16                                        | Bécsújhely                                                                                  | 1B1 n2                                    | 1858                                      | 1882 264 in 1B1 n2t SB 13b umgebaut                                                                                               |
| 13b                                       | 264, 268–269                              | TiStB SB alt 7                            | KLAUSEN 264, 268–269                      | 3                                         | Bécsdújhely                                                                                 | 1B1 n2t                                   | 1858                                      | 1861 268–269 aus 1B1 n2 SB 13 umgebaut                                                                                            |
| 14 I                                      | 270, 273–274                              | SStB SB alt 8                             | BADEN 270, 273–274                        | 3                                         | StEG                                                                                        | 2B n2                                     | 1857                                      | – |
| 14 II                                     | 270–275                                   | KFJOB                                     |                                           | 6                                         | Bécsdújhely                                                                                 | B n2t                                     | 1858                                      | 270 273-re átszámozva, 1879-ben négy mozdony SB 14b átépítve                                                                      |
| 15                                        | 276–281                                   | SStB SB alt 9                             | STIXENSTEIN 276–281                       | 6                                         | GMF                                                                                         | 1B n2                                     | 1848–1852                                 | – |
| 16                                        | 282–286                                   | WRB SB alt 10                             | ESTERHÁZ 282–286                          | 5                                         | GMF                                                                                         | 1B n2                                     | 1847–1851                                 | – |
| 16a                                       | 301                                       | SB                                        |                                           | 1                                         | Bécsdújhely                                                                                 | 2B n2                                     | 1873                                      | 1873: Serie 11, 1875: Serie 20, 1878: Serie 17a, 1884: Serie 16a, Umzeichnung 201                                                 |
| 16b                                       | 202–209                                   | SB                                        |                                           | 8                                         | Floridsdorf                                                                                 | 2B n2                                     | 1885, 1888                                | – |
| 17                                        | 291                                       | SStB SB alt 12                            | GUTENBERG 291                             | 1                                         | Sigl/Wien                                                                                   | 1B n2                                     | 1857                                      | – |
| 17a                                       | 302–311                                   | SB                                        |                                           | 10                                        | Floridsdorf                                                                                 | 2B n2                                     | 1882                                      | – |
| 17b                                       | 312–325, 328–332                          | SB                                        |                                           | 19                                        | Floridsdorf                                                                                 | 2B n2                                     | 1884, 1890                                | – |
| 17c                                       | 326–327, 372–431                          | SB                                        |                                           | 62                                        | Floridsdorf, Bécsdújhely, Budapest                                                          | 2B n2                                     | 1885, 1891–1901                           | – |
| 17d                                       | 351–354                                   | SB                                        |                                           | 4                                         | Floridsdorf                                                                                 | 2B n2                                     | 1888–1889                                 | – |
| 18                                        | 467–539                                   | KFJOB SB alt 13 SB                        | FÜRED 500–504, 528–539 467–499, 505–527   | 73                                        | Bécsdújhely, Esslingen StEG, Bécsdújhely, Floridsdorf \|\| 1B n2 \|\| 1859 1869–1873 \|\| – |                                           |                                           | |
| 19                                        | 540–594                                   | SB alt 14 SB                              | 540–557 558–594                           | 55                                        | Esslingen StEG, Bécsdújhely                                                                 | 2B n2                                     | 1860–1861 1864–1873                       | – |
| 20                                        | 101–110                                   | LVCI                                      | 131–150                                   | 10                                        | Schneider/Le Creusot                                                                        | C n2                                      | 1858                                      | an SFAI 738–757, RA 3016–3035, FS 3953–3954                                                                                       |
| 21                                        | 111–119                                   | LVCI                                      | 111–119                                   | 9                                         | Parent-Schaken                                                                              | C n2                                      | 1857, 1859                                | SFAI 718–727, später 782–791, RA 3036–3044, FS 3955                                                                               |
| 21 II                                     | 121–124                                   | GKB                                       | KÖFLACH                                   | 4                                         | StEG                                                                                        | C n2                                      | 1862, 1868, 1871                          | |
| 22                                        | 120–129                                   | LVCI                                      | 161–170                                   | 10                                        | Cail                                                                                        | C n2                                      | 1857                                      | teilweise an SFAI 709–713, später 773–777, RA 3001–3005                                                                           |
| 23 I                                      | 130–133                                   | LVF                                       | MARCO POLO                                | 4                                         | GMF                                                                                         | C n2                                      | 1847                                      | 1867: SFAI 801 I–804 I |
| 23 II                                     | 130–134                                   |                                           | 792–796 (829–833)                         | 5                                         | Bécsdújhely                                                                                 | C n2                                      | 1859                                      | 1867:A velencei-déltiroli hálózatról mint 32sorozat                                                                               |
| 24                                        | 900–902 (590–592)                         | SStB SB alt 28                            | CHIESE 900–902                            | 3                                         | GMF                                                                                         | C2 n2et                                   | 1855                                      | – |
| 24 II                                     | 141–153                                   | GKB                                       | WIES                                      | 13                                        | StEG                                                                                        | C n2                                      | 1872–1873                                 | 1923Jugoslawia-nak |
| 25                                        | 593–600 (601–608)                         | TiStB SB alt 18                           | ACHENSEE 593–600                          | 8                                         | Maffei                                                                                      | C2 n2et                                   | 1856                                      | – |
| 26                                        | 627–632                                   | SStB SB alt 20                            | SCHNEEBERG 627–632                        | 6                                         | Cockerill                                                                                   | C2 n2et                                   | 1857                                      | 1866–1875 átépítve C n2-re |
| 27                                        | 633–658                                   | SStB SB alt 21                            | CHIAPOVANO 633–658                        | 26                                        | Bécsdújhely                                                                                 | C2 n2et                                   | 1856–1857                                 | 1868–1884 átépítve C n2-re |
| 28                                        | 659–666                                   | SStB SB alt 22                            | NABRESINA 659–666                         | 8                                         | Esslingen                                                                                   | C2 n2et                                   | 1857                                      | 1869–1886 egy részük átépítve C n2-re                                                                                             |
| 29                                        | 667–699, 712–883                          | SB SB alt 23                              | 667–699, 712–798                          | 205                                       | StEG, Bécsdújhely, Esslingen                                                                | C n2                                      | 1860–1872                                 | SB 671 (F.Nr. 504/1860) 1864-től mint 29 sorozat, Nr. 671, Ma a GKB tulajdona és a világ legidősebb működő szerkocsis gőzmozdonya |
| 30                                        | 700–707                                   | SB SB alt 24                              | KULPA 700–707                             | 8                                         | Esslingen                                                                                   | C n2                                      | 1859                                      | – |
| 31                                        | 708–711                                   | KFJOB SB alt 25                           | VESZPREM 708–711                          | 4                                         | Bécsdújhely                                                                                 | C n2                                      | 1859                                      | – |
| 32a                                       | 1501–1511                                 | WPB                                       |                                           | 11                                        | Floridsdorf                                                                                 | C n2                                      | 1874                                      | Eigentum der Wien–Pottendorfer Bahn                                                                                               |
| 32b                                       | 1601–1610                                 | SB                                        |                                           | 10                                        | Floridsdorf, Bécsdújhely                                                                    | C n2                                      | 1878                                      | – |
| 32c                                       | 1611–1683                                 | SB                                        |                                           | 73                                        | StEG, Bécsdújhely, Floridsdorf, Budapest                                                    | C n2                                      | 1884–1900                                 | – |
| 32d                                       | 1801–1822                                 | SB                                        |                                           | 22                                        | Floridsdorf, Bécsdújhely                                                                    | C n2t                                     | 1884–1906                                 | – |
| 32d1                                      | 1851–1852                                 | SB                                        |                                           | 2                                         | Krauss/Linz                                                                                 | C n2t                                     | 1898                                      | Eigentum der Lokalbahn Bozen–Kaltern                                                                                              |
| 32f                                       | 1701–1727                                 | SB                                        |                                           | 27                                        | StEG, Bécsdújhely, Floridsdorf                                                              | 2C n2                                     | 1896–1898                                 | – |
| 33                                        | 601–626 (901–926)                         | SStB SB alt 19                            | GRÜNSCHACHER 601–626                      | 26                                        | Cockerill, Esslingen                                                                        | D n2                                      | 1853–1854                                 | 1861–1864 átépítve C2 n2et-ból.                                                                                                   |
| 34                                        | 927–936                                   | SB                                        |                                           | 10                                        | StEG                                                                                        | D n2                                      | 1867                                      | – |
| 35a                                       | 937–991                                   | SB                                        |                                           | 55                                        | Bécsdújhely, StEG, Floridsdorf                                                              | D n2                                      | 1871–1872                                 | – |
| 35b                                       | 992–1001                                  | SB                                        |                                           | 10                                        | Esslingen                                                                                   | D n2                                      | 1872–1873                                 | – |
| 35c                                       | 1002–1011                                 | SB                                        |                                           | 10                                        | Bécsdújhely                                                                                 | D n2                                      | 1872                                      | – |
| 35d                                       | 2012–2032                                 | SB                                        |                                           | 21                                        | Bécsdújhely                                                                                 | D n2                                      | 1883–1897                                 | – |

### SB mozdonyok a kkStB számozási rendszere szerint
1898-tól a Déli Vasút (SB) a Reihenschema der kkStB használta, valamennyi új beszerzésű mozdonyát számozására. Ez így volt abban az esetben is, ha a beszerzett mozdony már be volt sorolva a kkStB rendszerében, az SB újraszámozta őket. Néha előfordult, hogy változtatás nélkül átvette a kkStB besorolást (pl. az SB 629 sorozat).
| SB mozdonyok a kkStB számozási rendszere szerint | SB mozdonyok a kkStB számozási rendszere szerint | SB mozdonyok a kkStB számozási rendszere szerint | SB mozdonyok a kkStB számozási rendszere szerint | SB mozdonyok a kkStB számozási rendszere szerint | SB mozdonyok a kkStB számozási rendszere szerint | SB mozdonyok a kkStB számozási rendszere szerint |
| ------------------------------------------------ | ------------------------------------------------ | ------------------------------------------------ | ------------------------------------------------ | ------------------------------------------------ | ------------------------------------------------ | ------------------------------------------------ |
| SB-Sorozat kkStB-sorozat                         | SB-Nr.                                           | Darabszám                                        | Gyártó                                           | Jelleg                                           | Gyártási év                                      | Megjegyzés                                       |
| 106                                              | 101–122, 125–129                                 | 27                                               | StEG, Floridsdorf, Budapest                      | 2B n2v                                           | 1898–1903                                        | –                                                |
| 206                                              | 130–139, 154–162                                 | 19                                               | Budapest, Floridsdorf                            | 2B n2v                                           | 1904–1908                                        | –                                                |
| 306                                              | 306.01–02                                        | 2                                                | Budapest                                         | 2B h2v                                           | 1910                                             | –                                                |
| 108                                              | 211–221                                          | 11                                               | Bécsújhely, StEG                                 | 2B1 n4v                                          | 1903–1908                                        | –                                                |
| 9                                                | 1401–1404                                        | 4                                                | StEG                                             | 2C n2v                                           | 1901                                             | –                                                |
| 109                                              | 109.01–44                                        | 44                                               | StEG, Bécsújhely, Floridsdorf                    | 2C h2                                            | 1909–1914                                        | –                                                |
| 109.1                                            | 109.101–113                                      | 13                                               | Budapest, Floridsdorf                            | 2C h2                                            | 1913–1930                                        | –                                                |
| 110                                              | 1301–1314                                        | 14                                               | Floridsdorf                                      | 1C1 n4v                                          | 1905–1909                                        | –                                                |
| 229                                              | 1201–1211                                        | 11                                               | Floridsdorf                                      | 1C1 n2vt                                         | 1903–1907                                        | –                                                |
| 429                                              | 429.01–06                                        | 6                                                | Budapest                                         | 1C1 n2v                                          | 1911–1912                                        | –                                                |
| 629                                              | 629.01–15                                        | 15                                               | StEG, Bécsújhely                                 | 2C1 h2t                                          | 1912–1915                                        | –                                                |
| 60                                               | 1101–1173                                        | 73                                               | Floridsdorf, StEG, Budapest, Bécsújhely          | 1C n2v                                           | 1900–1914                                        | –                                                |
| 170                                              | 3001–3054                                        | 54                                               | Bécsújhely                                       | 1D n2v                                           | 1898–1908                                        | –                                                |
| 570                                              | 570.01–02                                        | 2                                                | StEG                                             | 2D h2                                            | 1915                                             | –                                                |
| 80                                               | 80.31–38                                         | 8                                                | Bécsújhely, StEG                                 | E h2                                             | 1913–1915                                        | –                                                |
| 180                                              | 4001–4027                                        | 27                                               | Floridsdorf, Bécsújhely                          | E n2v                                            | 1901–1909                                        | –                                                |
| 280                                              | 5001–5005                                        | 5                                                | StEG, Floridsdorf                                | 1E t4v                                           | 1908–1911                                        | –                                                |
| 480                                              | 480.01–03                                        | 3                                                | StEG                                             | E h2                                             | 1921                                             | további 3 db a BBÖ-től átvéve                    |
| 580                                              | 580.01–31                                        | 31                                               | StEG                                             | 1E h2                                            | 1912–1920                                        | további hat db a BBÖ-tól átvéve                  |
| DSA 140                                          | 140.01–08                                        | 8                                                | Budapest                                         | 1D h2                                            | 1928–1930                                        | –                                                |

### Keskenynyomtávú mozdonyok
| SB-keskenynyomtávú mozdonyok | SB-keskenynyomtávú mozdonyok | SB-keskenynyomtávú mozdonyok | SB-keskenynyomtávú mozdonyok | SB-keskenynyomtávú mozdonyok | SB-keskenynyomtávú mozdonyok | SB-keskenynyomtávú mozdonyok | SB-keskenynyomtávú mozdonyok                                                                                        |
| ---------------------------- | ---------------------------- | ---------------------------- | ---------------------------- | ---------------------------- | ---------------------------- | ---------------------------- | --- |
| SB-Sorozat                   | SB-Nr.                       | Darabszám                    | Gyártó                       | Jelleg                       | Nyomtáv                      | Gyártási év                  | Megjegyzés |
| M                            | 1                            | 1                            | Floridsdorf                  | B n2t                        | 1000 mm                      | 1884                         | Dampfreserve Lokalbahn Mödling–Hinterbrühl; 1887-től bérbeadva, 1896-ban eladva a Waldbahn Korenicani/Slawonien-nak |

### Gőzmotorkocsik
| SB-gőzmotorkocsik | SB-gőzmotorkocsik | SB-gőzmotorkocsik | SB-gőzmotorkocsik | SB-gőzmotorkocsik | SB-gőzmotorkocsik | SB-gőzmotorkocsik | SB-gőzmotorkocsik                     |
| ----------------- | ----------------- | ----------------- | ----------------- | ----------------- | ----------------- | ----------------- | ------------------------------------- |
| SB-Sorozat        | SB-Nr.            | Darabszám         | Gyártó            | Jelleg            | Nyomtáv           | Gyártási év       | Megjegyzés                            |
|                   | 13.001–002        | 2                 | Ganz/Budapest     | A1 n2t            | 1435 mm           | 1904–1905         | 1910–1919 Átépítve BCi személykocsivá |

### Szerkocsik
A Déli Vasútnak a következő szerkocsisorozatai voltak:
| - 1 - 2 - 3 - 4 - 6 | - 7 - 8 - 9 - 10 - 11 | - 12 - 13 - 14 - 16 - 17 | - 17a - 56 - 56a - 56b - 87 |

Ehhez jött még a Wien–Pottendorfer Bahn-tól mint 9 sorozat és a Graz-Köflacher Bahn-tól:
| - 5 | - 15 |  |  |

## Villamos mozdonyok

### ALokalbahn Peggau–Übelbachvillamos mozdonyai (Normál nyomtáv)
| A Lokalbahn Peggau-Übelbach villamos mozdonyai | A Lokalbahn Peggau-Übelbach villamos mozdonyai | A Lokalbahn Peggau-Übelbach villamos mozdonyai | A Lokalbahn Peggau-Übelbach villamos mozdonyai | A Lokalbahn Peggau-Übelbach villamos mozdonyai | A Lokalbahn Peggau-Übelbach villamos mozdonyai | A Lokalbahn Peggau-Übelbach villamos mozdonyai |
| ---------------------------------------------- | ---------------------------------------------- | ---------------------------------------------- | ---------------------------------------------- | ---------------------------------------------- | ---------------------------------------------- | ---------------------------------------------- |
| SB-Sorozat                                     | Eredeti tulajdonos                             | Darabszám                                      | Gyártó                                         | Jelleg                                         | Gyártási év                                    | Megjegyzés                                     |
|                                                | Lokalbahn Peggau–Übelbach                      | 1                                              | ELIN/BBC                                       | Bo'Bo'                                         | 1919                                           | StLB Te 1                                      |

### Villamos mozdonyok aLokalbahn Mixnitz–St. Erhard-on (Keskeny nyomtáv 760 mm)
| Elektrolokomotiven der Lokalbahn Mixnitz–St. Erhard | Elektrolokomotiven der Lokalbahn Mixnitz–St. Erhard | Elektrolokomotiven der Lokalbahn Mixnitz–St. Erhard | Elektrolokomotiven der Lokalbahn Mixnitz–St. Erhard | Elektrolokomotiven der Lokalbahn Mixnitz–St. Erhard | Elektrolokomotiven der Lokalbahn Mixnitz–St. Erhard | Elektrolokomotiven der Lokalbahn Mixnitz–St. Erhard |
| --------------------------------------------------- | --------------------------------------------------- | --------------------------------------------------- | --------------------------------------------------- | --------------------------------------------------- | --------------------------------------------------- | --------------------------------------------------- |
| SB-Sorozat                                          | Eredeti tulajdonos                                  | Darabszám                                           | Gyártó                                              | Jelleg                                              | Gyártási éve                                        | Megjegyzésn                                         |
| MStE E 1–2                                          | MStE                                                | 2                                                   | AEG                                                 | Bo                                                  | 1913                                                |                                                     |

## Villamos motorkocsik

### Villamos motorkocsik aLokalbahn Mödling–Hinterbrühl-on (Keskeny nyomtáv 1000 mm)
| Elektrotriebwagen der Lokalbahn Mödling–Hinterbrühl | Elektrotriebwagen der Lokalbahn Mödling–Hinterbrühl | Elektrotriebwagen der Lokalbahn Mödling–Hinterbrühl | Elektrotriebwagen der Lokalbahn Mödling–Hinterbrühl | Elektrotriebwagen der Lokalbahn Mödling–Hinterbrühl | Elektrotriebwagen der Lokalbahn Mödling–Hinterbrühl | Elektrotriebwagen der Lokalbahn Mödling–Hinterbrühl |
| --------------------------------------------------- | --------------------------------------------------- | --------------------------------------------------- | --------------------------------------------------- | --------------------------------------------------- | --------------------------------------------------- | --------------------------------------------------- |
| SB-Sorozat                                          | Eredeti tulajdonos                                  | Darabszám                                           | Gyártó                                              | Jelleg                                              | Gyártási év                                         | Megjegyzés                                          |
| Tw 1–15                                             | SB                                                  | 15                                                  | Herbrand, C. Milde, Werkstätte der SB               | B                                                   | 1883                                                | 1903 mellékkocsinak átépítve                        |
| Tw 20–29                                            | SB                                                  | 10                                                  | Graz                                                | Bo                                                  | 1903                                                |                                                     |

## A Déli Vasút üzemeltetésében lévő vasúttársaságok mozdonyai

### AWien–Pottendorfer Bahn(WPB) mozdonyai
| Lokomotiven der WPB | Lokomotiven der WPB | Lokomotiven der WPB | Lokomotiven der WPB | Lokomotiven der WPB | Lokomotiven der WPB | Lokomotiven der WPB | Lokomotiven der WPB | Lokomotiven der WPB                                                                          |
| ------------------- | ------------------- | ------------------- | ------------------- | ------------------- | ------------------- | ------------------- | ------------------- | -------------------------------------------------------------------------------------------- |
| SB-Sorozat          | Nr.                 | Eredeti tulajdonos  | Első név Száma      | Darabszám           | Gyártó              | Jelleg              | Gyártási év         | Megjegyzés                                                                                   |
|                     | 1–11                | WPB                 |                     | 11                  | Floridsdorf         | C n2                | 1873–1874           | a porosz Ostbahn-nak (682–692) eladva, addig a moz7donyok eredeti pályaszakaszukon üzemeltek |
| 32a                 | 1501–1511           | WPB                 |                     | 11                  | Floridsdorf         | C n2                | 1874                | BBÖ 52.5 sorozat                                                                             |

### AGraz-Köflacher Eisenbahn(GKB )mozdonyai
| Lokomotiven der GKB | Lokomotiven der GKB | Lokomotiven der GKB | Lokomotiven der GKB | Lokomotiven der GKB | Lokomotiven der GKB | Lokomotiven der GKB | Lokomotiven der GKB | Lokomotiven der GKB |
| ------------------- | ------------------- | ------------------- | ------------------- | ------------------- | ------------------- | ------------------- | ------------------- | --- |
| SB-Sorozat          | SB-Nr.              | Eredeti tulajdonos  | Első neve száma     | Darabszám           | Gyártó              | Jelleg              | Gyártási év         | Megjegyzés |
| 4 II                | 51, 58              | SB                  |                     | 2                   | Floridsdorf         | B1 n2t              | 1880                | |
| 14a                 | 270–271             | GKB                 | LANKOWITZ           | 2                   | Sigl/Bécs           | B n2t               | 1870                | BBÖ 14 |
| 21 II               | 121–124             | GKB                 | KÖFLACH             | 4                   | StEG                | C n2                | 1862–1871           | |
| 24 II               | 141–153             | GKB                 | WIES                | 13                  | StEG                | C n2                | 1872–1873           | |
| 29                  | 779–781             | SB                  |                     | 3                   | StEG                | C n2                | 1862                | SB 671 (F.Nr. 504/1860) 1864-től mint 29 sorozat Nr. 671, még ma is üzemben van a GKB-nál mint a világ legöregebb szerkocsis gőzmozdonya. |

### ABarcs–Pakráci HÉV(PV) mozdonyai
| A Barcs–Pakráci HÉV (PV) mozdonyai | A Barcs–Pakráci HÉV (PV) mozdonyai | A Barcs–Pakráci HÉV (PV) mozdonyai | A Barcs–Pakráci HÉV (PV) mozdonyai | A Barcs–Pakráci HÉV (PV) mozdonyai | A Barcs–Pakráci HÉV (PV) mozdonyai | A Barcs–Pakráci HÉV (PV) mozdonyai | A Barcs–Pakráci HÉV (PV) mozdonyai | A Barcs–Pakráci HÉV (PV) mozdonyai |
| ---------------------------------- | ---------------------------------- | ---------------------------------- | ---------------------------------- | ---------------------------------- | ---------------------------------- | ---------------------------------- | ---------------------------------- | ---------------------------------- |
| SB-Sorozat                         | SB-Nr.                             | Eredeti tulajdonos                 | Erster Name Nummern                | Anzahl                             | Hersteller                         | Achsformel                         | Baujahre                           | Megjegyzés                         |
| 32d                                |                                    | SB                                 | 1–11                               | 11                                 | Floridsdorf                        | C n2t                              | 1885                               | –                                  |

### ALokalbahn Bozen–Kalternmozdonyai
| A Lokalbahn Bozen–Kaltern mozdonyai | A Lokalbahn Bozen–Kaltern mozdonyai | A Lokalbahn Bozen–Kaltern mozdonyai | A Lokalbahn Bozen–Kaltern mozdonyai | A Lokalbahn Bozen–Kaltern mozdonyai | A Lokalbahn Bozen–Kaltern mozdonyai | A Lokalbahn Bozen–Kaltern mozdonyai | A Lokalbahn Bozen–Kaltern mozdonyai | A Lokalbahn Bozen–Kaltern mozdonyai |
| ----------------------------------- | ----------------------------------- | ----------------------------------- | ----------------------------------- | ----------------------------------- | ----------------------------------- | ----------------------------------- | ----------------------------------- | ----------------------------------- |
| SB-Sorozat                          | SB-Nr.                              | Eredeti tulajdonos                  | Első neve Száma                     | Darabszám                           | Gyártó                              | Jelleg                              | Gyártási év                         | Megjegyzés                          |
| 32d1                                | 1851–1852                           | Lokalbahn Bozen–Kaltern             |                                     | 2                                   | Krauss/Linz                         | C n2t                               | 1898                                | 1912 von SB gekauft                 |

### ARohitscher Lokalbahn(RL) mozdonyai
| A Rohitscher Lokalbahn mozdonyai | A Rohitscher Lokalbahn mozdonyai | A Rohitscher Lokalbahn mozdonyai | A Rohitscher Lokalbahn mozdonyai | A Rohitscher Lokalbahn mozdonyai | A Rohitscher Lokalbahn mozdonyai | A Rohitscher Lokalbahn mozdonyai | A Rohitscher Lokalbahn mozdonyai | A Rohitscher Lokalbahn mozdonyai          |
| -------------------------------- | -------------------------------- | -------------------------------- | -------------------------------- | -------------------------------- | -------------------------------- | -------------------------------- | -------------------------------- | ----------------------------------------- |
| SB-Sorozat                       | SB-Nr.                           | Eredeti tulajdonos               | Első neve száma                  | Darabszám                        | Gyártó                           | Jelleg                           | Gyártási év                      | Megjegyzés                                |
| 32d                              |                                  | SB                               | 1–2                              | 2                                | Bécsújhely                       | C n2t                            | 1903                             | JDŽ 151-001–002, MÁV 361.1001, DR 98 7041 |

### ASulmtalbahnmozdonyai
| Lokomotiven der Sulmtalbahn | Lokomotiven der Sulmtalbahn | Lokomotiven der Sulmtalbahn | Lokomotiven der Sulmtalbahn | Lokomotiven der Sulmtalbahn | Lokomotiven der Sulmtalbahn | Lokomotiven der Sulmtalbahn | Lokomotiven der Sulmtalbahn | Lokomotiven der Sulmtalbahn                             |
| --------------------------- | --------------------------- | --------------------------- | --------------------------- | --------------------------- | --------------------------- | --------------------------- | --------------------------- | ------------------------------------------------------- |
| SB-sorozat                  | SB-Nr.                      | Eredeti tulajdonos          | Első neve száma             | Darabszám                   | Gyártó                      | Jelleg                      | Gyártási év                 | Megjegyzés                                              |
| 32d                         |                             | SB                          | WIES 1–2                    | 2                           | Bécsújhely                  | C n2t                       | 1907                        | BBÖ 394.07–08, 1956/57 Verkauf an ÖAM Zeltweg 290.01–02 |

### ALaibach–OberlaibachLokalbahnmozdonyai
| A Lokalbahn Laibach–Oberlaibach mozdonyai | A Lokalbahn Laibach–Oberlaibach mozdonyai | A Lokalbahn Laibach–Oberlaibach mozdonyai | A Lokalbahn Laibach–Oberlaibach mozdonyai | A Lokalbahn Laibach–Oberlaibach mozdonyai | A Lokalbahn Laibach–Oberlaibach mozdonyai | A Lokalbahn Laibach–Oberlaibach mozdonyai | A Lokalbahn Laibach–Oberlaibach mozdonyai | A Lokalbahn Laibach–Oberlaibach mozdonyai |
| ----------------------------------------- | ----------------------------------------- | ----------------------------------------- | ----------------------------------------- | ----------------------------------------- | ----------------------------------------- | ----------------------------------------- | ----------------------------------------- | ----------------------------------------- |
| SB-sorozat                                | SB-Nr.                                    | Eredeti tulajdonos                        | Első neve száma                           | Darabszáml                                | Gyártó                                    | Jelleg                                    | Gyártási év                               | Megjegyzés                                |
| 4 II                                      |                                           | SB                                        |                                           | ?                                         | Floridsdorf                               | B1 n2t                                    | 1880                                      |                                           |
| 185                                       |                                           | kkStB                                     | 1–2                                       | 2                                         | Krauss/Linz                               | B n2t                                     | 1905                                      | Jugoszlávia                               |

### ASzombathely–Kőszeg-vasútvonal(KSz) mozdonyai
| Szombathely–Kőszeg-vasútvonal mozdonyai | Szombathely–Kőszeg-vasútvonal mozdonyai | Szombathely–Kőszeg-vasútvonal mozdonyai | Szombathely–Kőszeg-vasútvonal mozdonyai | Szombathely–Kőszeg-vasútvonal mozdonyai | Szombathely–Kőszeg-vasútvonal mozdonyai | Szombathely–Kőszeg-vasútvonal mozdonyai | Szombathely–Kőszeg-vasútvonal mozdonyai | Szombathely–Kőszeg-vasútvonal mozdonyai |
| --------------------------------------- | --------------------------------------- | --------------------------------------- | --------------------------------------- | --------------------------------------- | --------------------------------------- | --------------------------------------- | --------------------------------------- | --------------------------------------- |
| SB-sorozat                              | SB-Nr.                                  | Eredeti tulajdonos                      | Első neve száma                         | Darabszáml                              | Gyártó                                  | Jelleg                                  | Gyártási év                             | Megjegyzés                              |
| 101                                     |                                         | KSz                                     | KŐSZEG 1–2                              | 2                                       | Christian Hagans Gépgyár                | B n2t                                   | 1883                                    | 1911 MÁV 282.001–002, 1916/17 eladták   |

### A k.k.Istrianer Staatsbahnmozdonyai
| A k.k. Istrianer Staatsbahn mozdonyai | A k.k. Istrianer Staatsbahn mozdonyai | A k.k. Istrianer Staatsbahn mozdonyai | A k.k. Istrianer Staatsbahn mozdonyai | A k.k. Istrianer Staatsbahn mozdonyai | A k.k. Istrianer Staatsbahn mozdonyai | A k.k. Istrianer Staatsbahn mozdonyai | A k.k. Istrianer Staatsbahn mozdonyai | A k.k. Istrianer Staatsbahn mozdonyai |
| ------------------------------------- | ------------------------------------- | ------------------------------------- | ------------------------------------- | ------------------------------------- | ------------------------------------- | ------------------------------------- | ------------------------------------- | ------------------------------------- |
| SB-sorozat                            | SB-Nr.                                | Eredeti tulajdonos                    | Első neve száma                       | Darabszáml                            | Gyártó                                | Jelleg                                | Gyártási év                           | Megjegyzés                            |
|                                       |                                       | Istrianer Staatsbahn                  | CANFANARO 101–110                     | 10                                    | Floridsdorf, Mödling                  | C n2                                  | 1875–1876                             | 1883 kkStB 52, BBÖ 52                 |

### A k.k.Staatsbahn Unter Drauburg–Wolfsbergmozdonyai
| A k.k. Staatsbahn Unter Drauburg–Wolfsberg mozdonyai | A k.k. Staatsbahn Unter Drauburg–Wolfsberg mozdonyai | A k.k. Staatsbahn Unter Drauburg–Wolfsberg mozdonyai | A k.k. Staatsbahn Unter Drauburg–Wolfsberg mozdonyai | A k.k. Staatsbahn Unter Drauburg–Wolfsberg mozdonyai | A k.k. Staatsbahn Unter Drauburg–Wolfsberg mozdonyai | A k.k. Staatsbahn Unter Drauburg–Wolfsberg mozdonyai | A k.k. Staatsbahn Unter Drauburg–Wolfsberg mozdonyai | A k.k. Staatsbahn Unter Drauburg–Wolfsberg mozdonyai |
| ---------------------------------------------------- | ---------------------------------------------------- | ---------------------------------------------------- | ---------------------------------------------------- | ---------------------------------------------------- | ---------------------------------------------------- | ---------------------------------------------------- | ---------------------------------------------------- | ---------------------------------------------------- |
| SB-sorozat                                           | SB-Nr.                                               | Eredeti tulajdonos                                   | Első neve száma                                      | Darabszáml                                           | Gyártó                                               | Jelleg                                               | Gyártási év                                          | Megjegyzés                                           |
| 100                                                  |                                                      | Staat                                                | 11–14                                                | 4                                                    | Bécsújhely                                           | C n2t                                                | 1879                                                 | 1889 kkStB 97.20–23, ČSD 310.006–008, FS 822.009     |

### A k.k.Staatsbahn Mürzzuschlag–Neubergmozdonyai
| A k.k. Staatsbahn Mürzzuschlag–Neuberg mozdonyai | A k.k. Staatsbahn Mürzzuschlag–Neuberg mozdonyai | A k.k. Staatsbahn Mürzzuschlag–Neuberg mozdonyai | A k.k. Staatsbahn Mürzzuschlag–Neuberg mozdonyai | A k.k. Staatsbahn Mürzzuschlag–Neuberg mozdonyai | A k.k. Staatsbahn Mürzzuschlag–Neuberg mozdonyai | A k.k. Staatsbahn Mürzzuschlag–Neuberg mozdonyai | A k.k. Staatsbahn Mürzzuschlag–Neuberg mozdonyai | A k.k. Staatsbahn Mürzzuschlag–Neuberg mozdonyai |
| ------------------------------------------------ | ------------------------------------------------ | ------------------------------------------------ | ------------------------------------------------ | ------------------------------------------------ | ------------------------------------------------ | ------------------------------------------------ | ------------------------------------------------ | ------------------------------------------------ |
| SB-sorozat                                       | SB-Nr.                                           | Eredeti tulajdonos                               | Első neve száma                                  | Darabszáml                                       | Gyártó                                           | Jelleg                                           | Gyártási év                                      | Megjegyzés                                       |
| 100                                              |                                                  | Staat                                            | 20–21                                            | 2                                                | Bécsújhely                                       | C n2t                                            | 1879                                             | 1889 kkStB 97.24–25, BBÖ 97.24, FS 822.010       |

### ALokalbahn Cilli–Wöllan(Steiermärkische Landesbahnen) mozdonyai
| A Lokalbahn Cilli–Wöllan mozdonyai | A Lokalbahn Cilli–Wöllan mozdonyai | A Lokalbahn Cilli–Wöllan mozdonyai | A Lokalbahn Cilli–Wöllan mozdonyai | A Lokalbahn Cilli–Wöllan mozdonyai | A Lokalbahn Cilli–Wöllan mozdonyai | A Lokalbahn Cilli–Wöllan mozdonyai | A Lokalbahn Cilli–Wöllan mozdonyai | A Lokalbahn Cilli–Wöllan mozdonyai                            |
| ---------------------------------- | ---------------------------------- | ---------------------------------- | ---------------------------------- | ---------------------------------- | ---------------------------------- | ---------------------------------- | ---------------------------------- | ------------------------------------------------------------- |
| SB-sorozat                         | SB-Nr.                             | Eredeti tulajdonos                 | Első neve száma                    | Darabszáml                         | Gyártó                             | Jelleg                             | Gyártási év                        | Megjegyzés                                                    |
| 102                                |                                    | Land Steiermark                    | AUSTRIA StLB 1–4                   | 4                                  | Floridsdorf                        | C n2t                              | 1891                               | 1904 kkStB 394 sorozat.44–47, FS 826.001–002, JDŽ 151-020–021 |

### Lokomotiven derKleinbahn Windisch-Feistritz S.B.–Stadt Windisch-Feistritz(Steiermärkische Landesbahnen)
| Lokomotiven der Kleinbahn Windisch-Feistritz S.B.–Stadt Windisch-Feistritz | Lokomotiven der Kleinbahn Windisch-Feistritz S.B.–Stadt Windisch-Feistritz | Lokomotiven der Kleinbahn Windisch-Feistritz S.B.–Stadt Windisch-Feistritz | Lokomotiven der Kleinbahn Windisch-Feistritz S.B.–Stadt Windisch-Feistritz | Lokomotiven der Kleinbahn Windisch-Feistritz S.B.–Stadt Windisch-Feistritz | Lokomotiven der Kleinbahn Windisch-Feistritz S.B.–Stadt Windisch-Feistritz | Lokomotiven der Kleinbahn Windisch-Feistritz S.B.–Stadt Windisch-Feistritz | Lokomotiven der Kleinbahn Windisch-Feistritz S.B.–Stadt Windisch-Feistritz | Lokomotiven der Kleinbahn Windisch-Feistritz S.B.–Stadt Windisch-Feistritz |
| -------------------------------------------------------------------------- | -------------------------------------------------------------------------- | -------------------------------------------------------------------------- | -------------------------------------------------------------------------- | -------------------------------------------------------------------------- | -------------------------------------------------------------------------- | -------------------------------------------------------------------------- | -------------------------------------------------------------------------- | -------------------------------------------------------------------------- |
| SB-sorozat                                                                 | SB-Nr.                                                                     | Eredeti tulajdonos                                                         | Első neve száma                                                            | Darabszáml                                                                 | Gyártó                                                                     | Jelleg                                                                     | Gyártási év                                                                | Megjegyzés                                                                 |
| 103                                                                        |                                                                            | Land Steiermark                                                            | 101–102                                                                    | 2                                                                          | Krauss/Linz                                                                | B n2t                                                                      | 1909                                                                       | JDŽ ?                                                                      |

### Lokomotiven derLokalbahn Preding-Wieseldorf–Stainz(Steiermärkische Landesbahnen, Schmalspur 760 mm)
| Lokomotiven der Lokalbahn Preding-Wieseldorf–Stainz | Lokomotiven der Lokalbahn Preding-Wieseldorf–Stainz | Lokomotiven der Lokalbahn Preding-Wieseldorf–Stainz | Lokomotiven der Lokalbahn Preding-Wieseldorf–Stainz | Lokomotiven der Lokalbahn Preding-Wieseldorf–Stainz | Lokomotiven der Lokalbahn Preding-Wieseldorf–Stainz | Lokomotiven der Lokalbahn Preding-Wieseldorf–Stainz | Lokomotiven der Lokalbahn Preding-Wieseldorf–Stainz | Lokomotiven der Lokalbahn Preding-Wieseldorf–Stainz |
| --------------------------------------------------- | --------------------------------------------------- | --------------------------------------------------- | --------------------------------------------------- | --------------------------------------------------- | --------------------------------------------------- | --------------------------------------------------- | --------------------------------------------------- | --------------------------------------------------- |
| SB-sorozat                                          | SB-Nr.                                              | Eredeti tulajdonos                                  | Első neve száma                                     | Darabszáml                                          | Gyártó                                              | Jelleg                                              | Gyártási év                                         | Megjegyzés                                          |
|                                                     |                                                     | Land Steiermark                                     | MERAN 1–2                                           | 2                                                   | Krauss/Linz                                         | B n2t                                               | 1892                                                |                                                     |

### Lokomotiven derLokalbahn Poeltschach–Gonobitz(Steiermärkische Landesbahnen, Schmalspur 760 mm)
| Lokomotiven der Lokalbahn Poeltschach–Gonobitz | Lokomotiven der Lokalbahn Poeltschach–Gonobitz | Lokomotiven der Lokalbahn Poeltschach–Gonobitz | Lokomotiven der Lokalbahn Poeltschach–Gonobitz | Lokomotiven der Lokalbahn Poeltschach–Gonobitz | Lokomotiven der Lokalbahn Poeltschach–Gonobitz | Lokomotiven der Lokalbahn Poeltschach–Gonobitz | Lokomotiven der Lokalbahn Poeltschach–Gonobitz | Lokomotiven der Lokalbahn Poeltschach–Gonobitz |
| ---------------------------------------------- | ---------------------------------------------- | ---------------------------------------------- | ---------------------------------------------- | ---------------------------------------------- | ---------------------------------------------- | ---------------------------------------------- | ---------------------------------------------- | ---------------------------------------------- |
| SB-sorozat                                     | SB-Nr.                                         | Eredeti tulajdonos                             | Első neve száma                                | Darabszáml                                     | Gyártó                                         | Jelleg                                         | Gyártási év                                    | Megjegyzés                                     |
|                                                |                                                | Land Steiermark                                | GONOBITZ 3–4                                   | 2                                              | Krauss/Linz                                    | B n2t                                          | 1892                                           |                                                |

### Lokomotiven derLokalbahn Kapfenberg–Au-Seewiesen(Steiermärkische Landesbahnen, Schmalspur 760 mm)
| Lokomotiven der Lokalbahn Kapfenberg–Au-Seewiesen | Lokomotiven der Lokalbahn Kapfenberg–Au-Seewiesen | Lokomotiven der Lokalbahn Kapfenberg–Au-Seewiesen | Lokomotiven der Lokalbahn Kapfenberg–Au-Seewiesen | Lokomotiven der Lokalbahn Kapfenberg–Au-Seewiesen | Lokomotiven der Lokalbahn Kapfenberg–Au-Seewiesen | Lokomotiven der Lokalbahn Kapfenberg–Au-Seewiesen | Lokomotiven der Lokalbahn Kapfenberg–Au-Seewiesen | Lokomotiven der Lokalbahn Kapfenberg–Au-Seewiesen |
| ------------------------------------------------- | ------------------------------------------------- | ------------------------------------------------- | ------------------------------------------------- | ------------------------------------------------- | ------------------------------------------------- | ------------------------------------------------- | ------------------------------------------------- | ------------------------------------------------- |
| SB-sorozat                                        | SB-Nr.                                            | Eredeti tulajdonos                                | Első neve száma                                   | Darabszáml                                        | Gyártó                                            | Jelleg                                            | Gyártási év                                       | Megjegyzés                                        |
|                                                   |                                                   | Land Steiermark                                   | AFLENZ 5–7                                        | 3                                                 | Krauss/Linz                                       | C n2t                                             | 1893                                              |                                                   |
|                                                   |                                                   | Land Steiermark                                   | GRAZ 12                                           | 1                                                 | Krauss/Linz                                       | C1 n2t                                            | 1896                                              |                                                   |

### Lokomotiven derLokalbahn Kühnsdorf–Eisenkappel(Schmalspur 760 mm)
| Lokomotiven der Lokalbahn Kühnsdorf–Eisenkappel | Lokomotiven der Lokalbahn Kühnsdorf–Eisenkappel | Lokomotiven der Lokalbahn Kühnsdorf–Eisenkappel | Lokomotiven der Lokalbahn Kühnsdorf–Eisenkappel | Lokomotiven der Lokalbahn Kühnsdorf–Eisenkappel | Lokomotiven der Lokalbahn Kühnsdorf–Eisenkappel | Lokomotiven der Lokalbahn Kühnsdorf–Eisenkappel | Lokomotiven der Lokalbahn Kühnsdorf–Eisenkappel | Lokomotiven der Lokalbahn Kühnsdorf–Eisenkappel |
| ----------------------------------------------- | ----------------------------------------------- | ----------------------------------------------- | ----------------------------------------------- | ----------------------------------------------- | ----------------------------------------------- | ----------------------------------------------- | ----------------------------------------------- | ----------------------------------------------- |
| SB-sorozat                                      | SB-Nr.                                          | Eredeti tulajdonos                              | Első neve száma                                 | Darabszáml                                      | Gyártó                                          | Jelleg                                          | Gyártási év                                     | Megjegyzés                                      |
|                                                 |                                                 | Lokalbahn Kühnsdorf–Eisenkappel                 | T.4–5                                           | 2                                               | Krauss/Linz                                     | C1 n2t                                          | 1902                                            |                                                 |

### Lokomotiven derLokalbahn Mori–Arco–Riva(Schmalspur 760 mm)
| Lokomotiven der Lokalbahn Mori–Arco–Riva | Lokomotiven der Lokalbahn Mori–Arco–Riva | Lokomotiven der Lokalbahn Mori–Arco–Riva | Lokomotiven der Lokalbahn Mori–Arco–Riva | Lokomotiven der Lokalbahn Mori–Arco–Riva | Lokomotiven der Lokalbahn Mori–Arco–Riva | Lokomotiven der Lokalbahn Mori–Arco–Riva | Lokomotiven der Lokalbahn Mori–Arco–Riva | Lokomotiven der Lokalbahn Mori–Arco–Riva |
| ---------------------------------------- | ---------------------------------------- | ---------------------------------------- | ---------------------------------------- | ---------------------------------------- | ---------------------------------------- | ---------------------------------------- | ---------------------------------------- | ---------------------------------------- |
| SB-sorozat                               | SB-Nr.                                   | Eredeti tulajdonos                       | Első neve száma                          | Darabszáml                               | Gyártó                                   | Jelleg                                   | Gyártási év                              | Megjegyzés                               |
| 40                                       |                                          | Lokalbahn Mori–Arco–Riva                 | ARCO 1–4                                 | 4                                        | Krauss/Linz                              | C1 n2t                                   | 1890, 1892                               |                                          |

## Fordítás
- Ez a szócikk részben vagy egészben  a   Liste der Lokomotiven und Triebwagen der Südbahngesellschaft című német Wikipédia-szócikk fordításán alapul.  Az eredeti cikk szerkesztőit annak laptörténete sorolja fel. Ez a jelzés csupán a megfogalmazás eredetét és a szerzői jogokat jelzi, nem szolgál a cikkben szereplő információk forrásmegjelöléseként.-Az eredeti szócikk forrásai szintén ott találhatóak.